# Tormenta tropical Grace (2003)
La tormenta tropical Grace fue una tormenta tropical débil que azotó Texas en la temporada de huracanes del Atlántico de 2003. La undécima depresión tropical y la séptima tormenta tropical de la temporada, Grace también fue la tormenta más débil de la temporada. El 30 de agosto de 2003, la tormenta se desarrolló a partir de una onda tropical de larga trayectoria en el oeste del Golfo de México. Grace permaneció desorganizada durante toda su vida debido a un nivel superior bajo al oeste. La débil tormenta se movió hacia el noroeste y tocó tierra en el sureste de Texas. Grace se debilitó rápidamente sobre la tierra y se disipó el 2 de septiembre cuando se fusionó en un frente frío.
En Texas, la tormenta dejó caer fuertes lluvias, causando inundaciones repentinas menores. El frente frío, combinado con los restos de la tormenta, arrojó lluvias moderadas a fuertes desde Texas hasta el Atlántico Medio de Estados Unidos. Lo peor de las inundaciones ocurrió en Indianápolis, donde las lluvias récord afectaron a más de 700 hogares. A pesar de las lluvias, los daños fueron mínimos a lo largo de su recorrido.

## Historia meteorológica
Una fuerte onda tropical acompañada de un sistema de baja presión se movió frente a la costa de África el 19 de agosto de 2003. Se movió rápidamente hacia el oeste y se organizó, desarrollando características de bandas y salida de cirros cerca de la convección floreciente. La onda casi se convirtió en un ciclón tropical el 21 de agosto, aunque su rápido avance dislocó la circulación de bajo nivel de la convección profunda. La ola entró en un área de aire seco en el Océano Atlántico central y, a fines del 22 de agosto, la mayor parte de la convección se disipó del sistema. El 24 de agosto, la convección aumentó a medida que la ola atravesaba las Antillas Menores, aunque la fuerte cizalladura del viento en el nivel superior del suroeste impidió un mayor desarrollo. La onda tropical se movió a través del Mar Caribe y desarrolló una convección profunda debido a las condiciones más favorables sobre el Golfo de Honduras el 28 de agosto. La onda cruzó la península de Yucatán y desarrolló un área de baja presión superficial el día 29 en el Golfo de México. La convección continuó organizándose y la onda tropical se convirtió en la depresión tropical Once el 30 de agosto mientras se encontraba a 335 millas (540 km) al este-sureste de Corpus Christi en Texas.
La depresión se trasladó hacia el noroeste y se intensificó en la tormenta tropical Grace seis horas después de formarse. A pesar del aumento de los vientos, el centro de circulación se mantuvo muy amplio, y los aviones de reconocimiento tuvieron dificultades para localizar el centro. Además, un nivel más bajo ubicado sobre Brownsville en Texas produjo cizallamiento sobre la parte occidental del sistema, lo que limitó el flujo de salida hacia el lado este. Los meteorólogos pronosticaron que el nivel superior se debilitaría, lo que permitiría que Grace se intensificara a una tormenta tropical de 100 km/h (65 mph) sobre aguas cálidas. Sin embargo, el nivel superior bajo permaneció en su lugar y continuó produciendo cizallamiento a través del sistema. Un nuevo centro de circulación se reformó 115 millas (185 km) al norte del centro original y tocó tierra cerca del paso de San Luis en la parte suroeste de la isla de Galveston el 31 de agosto como una tormenta tropical mínima. Grace se debilitó rápidamente a una depresión tropical sobre la tierra, y después de girar hacia el noreste en Oklahoma, la depresión fue absorbida por un frente frío.

## Preparaciones

### Estados Unidos

#### Texas
Tres horas después de la formación, los funcionarios emitieron advertencias de tormenta tropical desde High Island hasta Corpus Christi en Texas. Las oficinas locales del Servicio Meteorológico Nacional solicitaron una evacuación voluntaria para el oeste de la isla de Galveston, incluida Jamaica Beach, la península de Bolívar y las áreas costeras de los condados de Brazoria y Matagorda, aunque pocos residentes prestaron atención a las advertencias. Los funcionarios locales de gestión de emergencias predijeron mareas de hasta 5 pies (1,5 m) por encima de lo normal con inundaciones costeras.

## Impacto

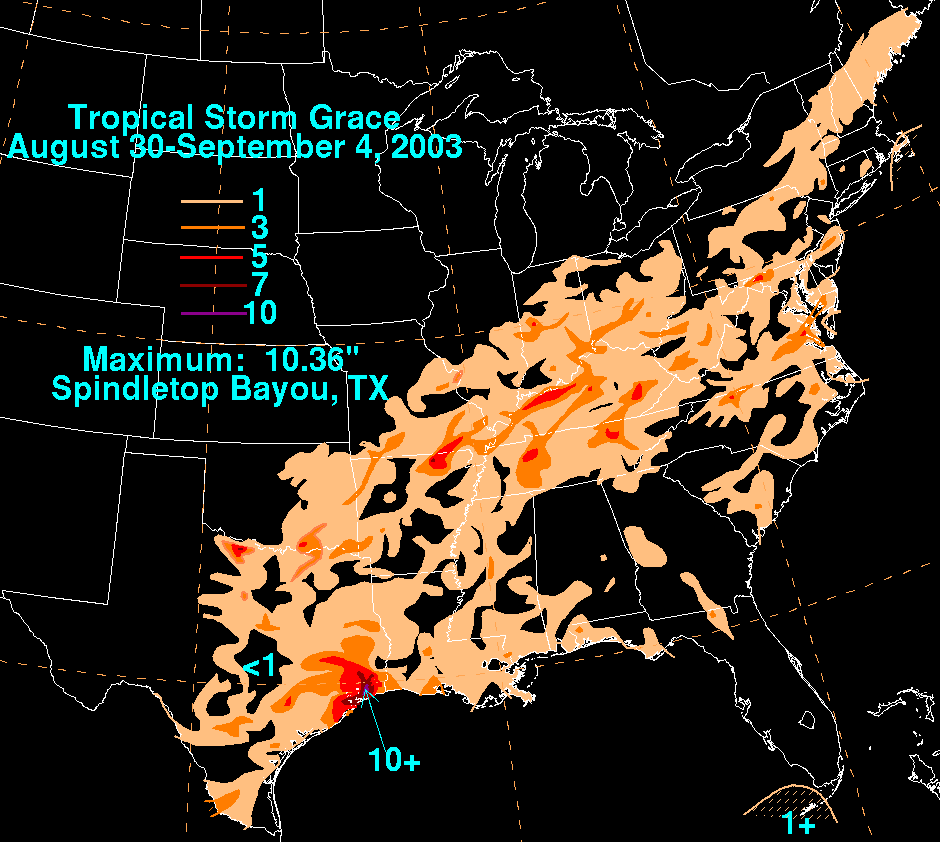
Totales de lluvia para la tormenta tropical Grace

Grace produjo cantidades moderadas de lluvia a lo largo de su camino, alcanzando su punto máximo en el sur de Texas. Más tarde, la tormenta se fusionó con un frente frío, que luego dejó caer fuertes lluvias en el Medio Oeste de los Estados Unidos. Además de su impacto en los Estados Unidos, las bandas de lluvia exteriores de Grace provocaron lluvias ligeras en Yucatán y el norte de Tamaulipas.

### Estados Unidos

#### Texas
Al tocar tierra, la tormenta tropical Grace produjo una leve marejada ciclónica de 3,5 pies (1 m) en Matagorda y North Jetty, Texas. Las ráfagas de viento alcanzaron un máximo de 53 mph (85 km/h) con vientos sostenidos de 40 mph (64 km/h) en Sea Rim State Park. Las ubicaciones más cercanas a donde la tormenta tocó tierra reportaron vientos con fuerza de tormenta tropical, con la excepción de Galveston, que registró una ráfaga de viento de 40 mph (64 km/h). Las precipitaciones fueron de moderadas a intensas en el este de Texas, con un máximo de 10,36 pulgadas (263 mm) en Spindletop Bayou. Las bandas exteriores de Grace generaron una tromba marina justo al sur del extremo occidental de la isla de Galveston, lo que provocó la emisión de una advertencia de tornado. La tromba de agua se disipó antes de moverse a tierra. La tormenta también causó una ligera erosión de la playa, aunque poco ocurrió más allá de la erosión causada por el huracán Claudette un mes antes. Cerca de la costa, las mareas altas de la tormenta inundaron muelles, mamparos y áreas bajas. Más hacia el interior, las fuertes lluvias provocan inundaciones repentinas que cubren las carreteras y entran en algunas casas. En general, los daños fueron menores y ascendieron a $113,000 (2003 USD, $147,100 2016 USD).

#### Oklahoma
En Oklahoma, la humedad de la tormenta, combinada con un frente frío de movimiento lento, produjo fuertes lluvias en todo el estado, con un máximo de 8,98 pulgadas (228 mm) en Courtney. Debido a la precipitación por debajo de lo normal de hasta 5 a 10 pulgadas (127 a 255 mm), las inundaciones fueron localizadas y en general mínimas. Cerca de Medford, la lluvia provocó una inundación de 0,6 m (2 pies) de profundidad en la autopista 81 de los Estados Unidos, Lo que obligó a cerrarla. La lluvia fue bienvenida en el estado y disminuyó el déficit de lluvia.

#### En otras partes
La tormenta tropical Grace, combinada con el frente frío de movimiento lento, produjo precipitaciones totales de ligeras a moderadas en el sur de los Estados Unidos, incluidas ubicaciones aisladas en Luisiana y Misisipi que informaron más de 3 pulgadas (76 mm) y más de 5 pulgadas (127 mm) en el noreste de Arkansas.

#### Misuri
En Misuri, el frente frío combinado con la humedad de los remanentes de Grace trajo un alivio temporal a una sequía severa al producir lluvias de ligeras a moderadas de hasta 5 pulgadas (127 mm) en la parte sureste del estado. En Poplar Bluff, las lluvias provocaron graves inundaciones, lo que resultó en rescates de personas en vehículos atrapados.

#### Kentucky
La humedad también produjo más de 127 mm (5 pulgadas) en el norte de Kentucky.

#### Indiana
La humedad de los remanentes de Grace dejó caer fuertes lluvias en el centro de Indiana, incluido un total récord de un día de 7 pulgadas (178 mm) en Indianápolis, mientras que otras ubicaciones recibieron más de 9 pulgadas (228 mm). Los residentes prepararon bolsas de arena para evitar que los ríos y arroyos se desbordaran, aunque las aguas crecientes ingresaron a las calles y a más de 700 hogares. Las rápidas lluvias en Indianápolis respaldaron el sistema de alcantarillado, enviando cientos de millones de galones de aguas residuales a las calles. Tras el diluvio en el estado, el gobernador declaró el estado de emergencia para el estado. Llegaron ocho delegaciones locales de la Cruz Roja Americana para proporcionar comida y ayuda a las personas afectadas.

### Atlántico Medio de Estados Unidos
Los remanentes de Grace cayeron lluvias de moderadas a fuertes hacia el este a través de los estados del Atlántico Medio y Nueva Inglaterra. Las ubicaciones en el extremo occidental de Maryland y el sureste de Virginia recibieron más de 5 pulgadas (127 mm) de lluvia. En Maryland, Hagerstown registró 3,94 pulgadas (100 mm), lo que provocó inundaciones repentinas. En el condado de Washington, el sistema produjo 1,09 pulgadas (27,8 mm) de lluvia, un nuevo récord diario. Se desconocen los daños en Maryland, si los hay.